# Атиња
Атиња (фр. Attignat) насеље је и општина у источној Француској у региону Рона-Алпи, у департману Ен (Рона-Алпи) која припада префектури Бурж ан Брес.
По подацима из 2011. године у општини је живело 3023 становника, а густина насељености је износила 161,74 становника/km². Општина се простире на површини од 18,69 km². Налази се на средњој надморској висини од m метара (максималној 233 m, а минималној 199 m).

## Демографија
| 1962. | 1968. | 1975. | 1982. | 1990. | 2011. |
| ----- | ----- | ----- | ----- | ----- | ----- |
| 1.205 | 1.236 | 1.279 | 1.682 | 1.776 | 3.023 |

График промене броја становника у току последњих година